# Lily Rabe
Lily Rabe (sinh ngày 29 tháng 6 năm 1982) là một diễn viên người Mỹ. Cô đã nhận được đề cử giải Tony cho diễn viên kịch xuất sắc nhất cho vai diễn Portia trong vở Người lái buôn thành Venice. Rabe được biết đến nhiều nhất trong vai diễn đa dạng của cô trong bộ phim nhiều tập Truyện kinh dị Mỹ và vai diễn chính Claire Bennigan trong bộ phim khoa học viễn tưởng The Whispers của đài ABC.

## Đầu đời
Rabe sinh ra tại thành phố New York, khu Thượng Tây, là con gái của biên kịch David Rabe và nữ diễn viên Jill Clayburgh (1944-2010). Cô có một em trai tên là Michael cũng làm nghề diễn viên và viết kịch, với một anh trai cùng cha khác mẹ là nhạc sĩ Jason Rabe. Cha Lily là người Công giáo,  ông ngoại theo đạo Do Thái, còn bà ngoại theo Tin lành. Rabe lớn lên ở Bedford rồi chuyển đến Lakeville, Connecticut năm học lớp bảy. Ở đó, cô theo học trường Hotchkiss. 
Lily được học múa trong mười năm, và khi còn trẻ cô có dạy lớp múa ba lê tại một chương trình nghệ thuật mùa hè ở Connecticut. Trong khoảng thời gian ấy, cô gặp một thầy dạy diễn xuất, người đã yêu cầu cô thử diễn một đoạn độc thoại trong vở múa cuối cùng. Và cô đã chọn đoạn độc thoại từ vở kịch Crimes of the Heart sáng tác bởi Beth Henley. Trong một buổi phỏng vấn, Lily chia sẻ rằng: "Chính vào khoảnh khắc tôi thực hiện đoạn độc thoại đó, tôi đã nhận ra rằng đây là điều mình thực sự muốn làm."  Rabe sau đó tiếp tục học diễn xuất tại Đại học Tây Bắc, tốt nghiệp năm 2004. 

## Đời sống riêng tư
Vào tháng 12 năm 2016, các báo đưa tin rằng Lily đang mang thai đứa con đầu lòng với người bạn trai lâu năm của cô là Hamish Linklater. Cô sinh con gái vào tháng 3 năm 2017.

## Sự nghiệp

### Truyền hình
| Năm  | Tên phim                          | Vai diễn | Ghi chú |
| ---- | --------------------------------- | -------- | ------- |
| 2021 | Truyện kinh dị Mỹ: Hai câu chuyện |          |         |